# Kalanchoe prolifera
Kalanchoe prolifera ist eine Pflanzenart der Gattung Kalanchoe in der Familie der Dickblattgewächse (Crassulaceae).

## Beschreibung
Die ausdauernde, vollständig kahle und kräftige Kalanchoe prolifera erreicht Wuchshöhen von 80 bis 300 Zentimeter. Die aufrechten bis niederliegenden, robusten, unverzweigten Triebe erreichen Durchmesser von bis zu 5 Zentimeter und sind mehr oder weniger vierkantig. Die grünen, fleischigen Laubblätter sind gestielt, ganzrandig bis fiederschnittig oder gefiedert. Sie sind insgesamt bis 30 Zentimeter lang. Der 5 bis 12 Zentimeter lange Blattstiel verbreitert sich zur Basis hin und ist stängelumfassend. Die länglichen, lanzettlichen bis eiförmig-verlängerten Teilblätter werden zwischen 7 und 15 Zentimeter lang und 1,5 bis 5 Zentimeter breit. Ihre Spitze ist stumpf, der oft purpurne Blattrand ist gekerbt bis gezähnt.
Der sehr große Blütenstand erreicht Ausmaße von 40 bis 80 Zentimeter Länge und 20 bis 40 Zentimeter Breite. Er besteht aus zusammengesetzten Rispen mit bis zu 700 hängenden Blüten. Der grüne Kelch ist glockig und papillös. Die Kelchröhre ist zwischen 13 und 16 Millimeter lang und endet in zugespitzten, fast kreisrunden Zipfeln, die 3 bis 7 Millimeter lang und breit sind. Die rote, grüne oder gelbe Blütenkrone ist röhrig. Die 15 bis 25 Millimeter lange Kronröhre hat eiförmige, zugespitzte Zipfel von 2,7 bis 4 Millimeter Länge und 3 bis 4 Millimeter Breite. Die aus der Kronröhre herausragenden Staubblätter sind unterhalb der Mitte angeheftet. Ihre eiförmigen Staubbeutel sind 2 bis 2,6 Millimeter lang. Die kreisrunden bis trapezförmigen Nektarschüppchen haben Abmessungen von 1,3 bis 1,6 Millimeter Länge und 2 bis 2,5 Millimeter Breite. Das Fruchtblatt ist 7 bis 8 Millimeter lang. Der herausragende Griffel ist zwischen 17 und 20 Millimeter lang.

## Systematik und Verbreitung
Kalanchoe prolifera ist in Zentralmadagaskar auf felsigen Untergrund verbreitet. Sie wird in vielen tropischen Ländern kultiviert und ist dort oft verwildert. Die Erstbeschreibung erfolgte 1859 als Bryophyllum proliferum.

## Verwendung
In Madagaskar wird Kalanchoe prolifera gegen Rheuma eingesetzt.

## Nachweise